# 346
| [ Edytuj tabelę ] |                                              |
| Król Aksum        | - 320 Ezana 360                              |
| Władca Guptów     | - 330 Samudragupta 375                       |
| Władca Korei      | - 331 Kogugwŏn 371                           |
| Papież            | - 337 Juliusz I 352                          |
| Król Persji       | - 309 Szapur II 379                          |
| Cesarz Rzymu      | - 337 Konstancjusz II 361 - 337 Konstans 350 |

Rok 346 / CCCXLVI
stulecia: III wiek ~
IV wiek ~
V wiek

lata: 336 «
341 «
342 «
343 «
344 «
345 «
346
» 347
» 348
» 349
» 350
» 351
» 356

## Zmarli
- Maksymin z Trewiru, biskup.
- Mar Bar Baszmin, biskup Seleucji-Ktezyfonu.
- Pachomiusz Starszy, egipski mnich, twórca pierwszej reguły zakonnej i cenobityzmu (ur. ≈292).